# Теннан-Мару
Теннан-Мару (Tennan Maru) — танкер, який під час Другої японо-китайської війни та Другої світової війни взяв участь у операціях японських збройних сил у Мікронезії та архіпелазі Бісмарка.

## Передвоєнна історія
Теннан-Мару спорудили в 1943 році на верфі Ishikawajima Heavy Industries у Айой на замовлення компанії Nippon Seitetsu.
Первісно судно мало бути рудовозом, проте через важкі втрати танкерного флоту його завершили як танкер.

## Перші рейси
У березні — квітні 1943-го судно здійснило ряд рейсів між японськими портами Йокосука, Йокогама, Куре, Кобе, а 2 травня вийшло у складі конвою № 157 із Модже (під час війни — ключовий порт у японських перевезеннях до азійських портів). Через кілька днів воно відвідало Такао (наразі Гаосюн на Тайвані) та Мако (важлива база японського ВМФ на Пескадорських островах у південній частині Тайванської протоки), а 16 травня прибуло до острова Таракан (східне узбережжя Борнео).
До середини липня Теннан-Мару виконало рейс на Філіппіни до Себу (на однойменному острові в центральній частині архіпелагу) та Замбоанги (південно-західне завершення острова Мінданао), а також двічі пройшло по круговому маршруту з Таракану до іншого центру нафтовидобувної промисловості Борнео Балікпапану та назад.

## Рейси на Трук
22—27 липня 1943-го Теннан-Мару пройшов у складі конвою з Таракану до Палау (важливий транспортний хаб на заході Каролінських островів), після чого 30 липня вирушив далі на схід разом з конвоєм № 8301 та 4 серпня прибув на атол Трук, де ще до війни була створена потужна база японського ВМФ, з якої до лютого 1944-го провадились операції у цілому ряді архіпелагів. 14—19 серпня у складі конвою № 7144 судно повернулось на Палау, а 20 серпня полишило його з конвоєм № 2508 до Балікпапану, від якого у певний момент відділилось та прибуло на Таракан.
У першій половині вересня 1943-го Теннан-Мару перейшло до Балікпапану, звідки 19—26 вересня здійснило перехід до Палау (ймовірно, у складі конвою). 1—6 жовтня воно знову пройшло до Труку у складі конвою № 8011.

## Рейс до Рабаулу
9 жовтня 1943-го танкер разом з конвоєм № 1092 вийшов до Рабаулу — головної передової бази японців у архіпелазі Бісмарка, з якої провадились операції на Соломонових островах та сході Нової Гвінеї. 13 жовтня він прибув сюди, а 20 жовтня полишив Рабаул у складі конвою O-006, який прямував до Палау. 23 жовтня в районі за п'ять сотень кілометрів на північний захід від островів Адміралтейства підводний човен Silversides атакував конвой та потопив одразу три судна. Серед них був і Теннан-Мару, на якому загинуло 42 члени екіпажу та 5 пасажирів.